# Estació de trens de Noertzange
L'Estació de trens de Noertzange (en luxemburguès:  Gare Näerzeng; en francès: Gare de Noertzange, en alemany: Bahnhof Nörtzingen) és l'estació de trens de la ciutat de Noertzange al sud de Luxemburg. La companyia estatal propietària és Chemins de Fer Luxembourgeois. L'estació està situada en el ramal ferroviari de la línia 60 CFL, que connecta la ciutat de Luxemburg amb les Terres Roges al sud del país. És la quarta estació de la branca a la ciutat francesa de Volmerange-les-Mines. Després de Noertzange, la línia principal continua cap a Niederkorn, mentre que un ramal condueix cap a Rumelange, cap al sud, a través de Kayl.

## Servei
Noertzange rep els serveis ferroviaris pels trens de Regionalbahn (RB) i Regional Express (RE) amb relació a la línia 60 CFL entre Ciutat de Luxemburg - Rodange (-Athus i ciutat de Luxemburg - Rumelange).